# Baudona borneotica
Baudona borneotica là một loài bọ cánh cứng trong họ Cerambycidae.